# Parti national pour la solidarité et le développement
Pour les articles homonymes, voir PNSD.
Le Parti national pour la solidarité et le développement (PNSD) est un parti politique algérien créé le 6 juillet 1989 à Constantine après l'ouverture du pays au multipartisme.

## Historique
Le parti est présidé en 1989 par Ramdane Allaoua, un commerçant né en 1951 à Chelghoum Laïd. Il milite pour un capitalisme national, et la préservation de la famille et de l'islam comme religion et un renforcement du rôle de l'État. 
Le deuxième président, Rabah Bencherif, vulgarisera la notion de troisième voie en décrétant la social-démocratie, ligne conductrice du programme du parti. Ce fut lui aussi qui lança l’idée de «mer intérieure» dont il prédit qu’elle ressuscitera le Sahara d’avant la désertification.
À la suite de la nouvelle réglementation de 1997, ses dirigeants réunissent un nouveau congrès fondateur en 1998 et obtiennent l'agrément pour agir sur la scène politique algérienne. Depuis cette date, le PNSD a tenu deux autres congrès et la base militante a reconduit Mohamed Chérif Taleb, ancien sénateur du Conseil de la nation, comme président et porte-parole du Parti. Le PNSD a participé à toutes les échéances électorales depuis l'avènement du multipartisme en Algérie, a obtenu des centaines d'élus aux élections locales mais est demeuré absent au niveau de l'Assemblée nationale populaire en 2007 où le Conseil constitutionnel a invalidé le mandat de ses deux élus. En 2012, le PNSD, qui a présenté des listes sur la quasi-totalité des circonscriptions électorales du territoire national et à l'étranger lors des législatives du 12 mai, a engrangé 4 députés au sein de l'Assemblée populaire nationale. Lors des élections locales pour les APW et les APC du 29 novembre 2012, le PNSD, a obtenu 4 sièges APW (El Tarf) et 38 sièges APC répartis à travers différentes régions du territoire national.

## Idéologie
Le PNSD a des positions patriotiques s'inspirant fortement de « l'Appel du 1er novembre 1954 ». Sa ligne politique est de tendance centriste sociale démocrate. En matière économique, le PNSD préconise de s'inspirer de la troisième voie.